# Comité de Liberación Nacional
El Comité de Liberación Nacional (en italiano: Comitato di Liberazione Nazionale, CLN) fue una asociación de partidos y movimientos opositores al régimen fascista de Benito Mussolini y a la ocupación alemana de Italia plasmada en la “República Social Italiana”.

## Historia
El Comité nació en Roma el 9 de septiembre de 1943 y agrupaba movimientos de muy distinta extracción cultural e ideológica: había representantes del Partido Comunista Italiano (PCI), de la Democracia Cristiana (DC), del Partito d'Azione (PdA), del Partido Liberal Italiano (PLI), del Partido Socialista Italiano (PSI) y del Partido Democrático del Trabajo (PDL). El plan inicial de este grupo partidario coincide en luchar contra el Tercer Reich y  contra el fascismo, colaborando para ello con los Aliados occidentales que ya ocupaban entonces Sicilia y el sur de Calabria.
En la sesión de fundación participaron en representación de los distintos movimientos políticos Ivanoe Bonomi (PDL, presidente), Mauro Scoccimarro y Giorgio Amendola (PCI), Alcide De Gasperi (DC), Ugo La Malfa y Sergio Fenoaltea (PdA), Pietro Nenni y Giuseppe Romita (PSI), Meuccio Ruini (DL) y Alessandro Casati (PLI). 
Al mes siguiente se habían constituido los comités regionales y después lo fueron haciendo los comités provinciales. Tras la fuga del rey Víctor Manuel III y del general Pietro Badoglio a Bríndisi, el CLN se traslada a dicha ciudad pero se constituye como gobierno de emergencia de la Italia bajo ocupación. Los Aliados occidentales reconocen pronto al CLN como gobierno provisional de la "Italia antifascista" y el general Badoglio no tiene más remedio que aceptar el carácter gubernamental del CLN.

## Composición
| Partido | Partido                         | Ideológia principal  | Líderes           |
| ------- | ------------------------------- | -------------------- | ----------------- |
|         | Democracia Cristiana            | Democracia Cristiana | Alcide De Gasperi |
|         | Partido Socialista Italiano     | Socialismo           | Pietro Nenni      |
|         | Partido Comunista Italiano      | Comunismo            | Palmiro Togliatti |
|         | Partido Liberal Italiano        | Liberalismo          | Manlio Brosio     |
|         | Partido de Acción               | Socialismo liberal   | Ferruccio Parri   |
|         | Partido Democrático del Trabajo | Social democracia    | Ivanoe Bonomi     |

## Escaños
| Congreso               | Periodo                                  | Escaños |
| ---------------------- | ---------------------------------------- | ------- |
| Consejo Nacional       | 5 de abril de 1945 – 24 de junio de 1946 | 156/304 |
| Asamblea Constituyente | 25 de junio de 1946 – 1 de junio de 1947 | 503/556 |

## Movimientos que se excluyeron del CLN
El Partido Republicano Italiano permaneció fuera del CLN, pero participó en la Resistencia de modo autónomo, colaborando con los Aliados. Otros grupos de extrema izquierda no aceptaron el compromiso de unidad nacional sobre el que se basaba el CLN, que daba «prioridad a la lucha contra el enemigo externo, dejando para después de la victoria el problema de la configuración institucional del Estado» y combatieron a nazis y fascistas de modo autónomo, pero sin aceptar la jefatura del CLN y promoviendo una "transformación marxista" en áreas bajo su control.
El primer presidente del CLN fue Ivanoe Bonomi y le sucedieron Ferruccio Parri (21 de junio de 1945) y Alcide De Gasperi (10 de diciembre de 1945). 
El CLN coordinó y dirigió la Resistencia. Se dividió en el CLNAI (Comité de Liberación Nacional de la Alta Italia, presidido entre 1943 y 1945 por Alfredo Pizzoni) con sede en el Milán ocupado y por tanto clandestino; y el CLNC (Comité de Liberación Nacional Central) con sede en el sur. El CLN actuó como organismo clandestino en la zona ocupada por los nazis durante la Resistencia y asumió por delegación poderes de gobierno sobre áreas rurales de las cuales eran expulsadas las tropas alemanas. De hecho, todos los partidos representados en el CLN tuvieron sus propias formaciones militares partisanas, que en general tuvieron sus operaciones coordinadas por el respectivo representante en el CLN.
Los "comités regionales" y "provinciales" del CLN tuvieron una tarea prevalentemente política y de coordinación de guerrillas, con influencia (pero no mando directo) sobre las formaciones armadas partisanas, que respondían en general directamente a su propio partido. Esta solución podía ser a veces contraproducente en casos de partidos rivales que mantenían partisanos en una misma área y podían competir entre sí por armas y recursos o atacarse abiertamente (como unidades del PCI contra el PSI, o milicias de la DC contra las del PCI). Se dieron también casos en los que las guerrillas partidarias desobedecieron los acuerdos y las órdenes del CLN en cuanto a operaciones de sabotaje y control de áreas rurales, aunque en general el fervor antinazi de todas las guerrillas (así como el carácter fuertemente nacionalista de su lucha, antes que político) impidió al mando alemán aprovechar estas diferencias como sucedió en Yugoslavia.
Antes de las elecciones de 1946 los "comités de liberación" aún existentes en zonas remotas fueron despojados de toda función y finalmente fueron disueltos en 1947.